# ديك بيريز
ديك بيريز (بالإنجليزية: Dick Perez)‏ هو رسام أمريكي، ولد في 1940.